# Diaea plumbea
Diaea plumbea là một loài nhện trong họ Thomisidae.
Loài này thuộc chi Diaea. Diaea plumbea được Ludwig Carl Christian Koch miêu tả năm 1875.